# Mistrzostwa Polski w Pływaniu 2011
Mistrzostwa Polski w Pływaniu 2011 odbyły się w Ostrowcu Świętokrzyskim w dniach 19–22 maja 2011 roku.

## Medaliści

### Mężczyźni
| Konkurencja:        | Złoto:                                 | Czas       | Srebro:                              | Czas     | Brąz:                                   | Czas     |
| Styl dowolny        |                                        |            |                                      |          |                                         |          |
| Mężczyźni 50 m      | Konrad Czerniak Wisła Puławy           | 22,11      | Filip Wypych Trójka Łódź             | 22,51    | Łukasz Gąsior Delfin Legionowo          | 22,74    |
| Mężczyźni 100 m     | Konrad Czerniak Wisła Puławy           | 48,76      | Marcin Tarczyński Kapry Pruszków     | 50,79    | Daniel Rzadkowski Olimpijczyk Suwałki   | 51,06    |
| Mężczyźni 200 m     | Mateusz Sławiński Śląsk Wrocław        | 1.50,56    | Michał Poprawa AZS AWF Katowice      | 1.51,28  | Radosław Bor Korner Zielona Góra        | 1.51,77  |
| Mężczyźni 400 m     | Paweł Korzeniowski AZS AWF Warszawa    | 3.51,70    | Mateusz Sawrymowicz MKP Szczecin     | 3.53,21  | Michał Szuba Śląsk Wrocław              | 3.56,19  |
| Mężczyźni 800 m     | Przemysław Stańczyk MKP Szczecin       | 8.02,76    | Karol Zaczyński AZS AWF Katowice     | 8.04,71  | Krzysztof Pielowski AZS UWM Olsztyn     | 8.06,47  |
| Mężczyźni 1500 m    | Mateusz Sawrymowicz MKP Szczecin       | 15.00,82   | Paweł Korzeniowski AZS AWF Warszawa  | 15.19,73 | Karol Zaczyński AZS AWF Katowice        | 15.32,23 |
| Styl grzbietowy     |                                        |            |                                      |          |                                         |          |
| Mężczyźni 50 m      | Krzysztof Jankiewicz Nawa Skierniewice | 26,01      | Marcin Unold AZS AWF Katowice        | 26,23    | Radosław Kawęcki Korner Zielona Góra    | 26,30    |
| Mężczyźni 100 m     | Marcin Tarczyński Kapry Pruszków       | 54,82      | Radosław Kawęcki Korner Zielona Góra | 54,91    | Krzysztof Jankiewicz Nawa Skierniewice  | 56,22    |
| Mężczyźni 200 m     | Radosław Kawęcki Korner Zielona Góra   | 1.56,90    | Mateusz Wysoczyński Jordan Kraków    | 2.02,90  | Krzysztof Morawski Aqua 15tka Bydgoszcz | 2.04,27  |
| Styl klasyczny      |                                        |            |                                      |          |                                         |          |
| Mężczyźni 50 m      | Dawid Szulich Delfin Legionowo         | 28,20      | Przemysław Gorczyca AZS AWFiS Gdańsk | 28,36    | Filip Wypych Trójka Łódź                | 28,77    |
| Mężczyźni 100 m     | Dawid Szulich Delfin Legionowo         | 1.01,18    | Sławomir Kuczko AZS AWF Warszawa     | 1.03,38  | Filip Rowiński Bielany Warszawa         | 1.03,53  |
| Mężczyźni 200 m     | Sławomir Kuczko AZS AWF Warszawa       | 2.13,68    | Dawid Szulich Delfin Legionowo       | 2.16,34  | Mateusz Pacholczyk Kormoran Olsztyn     | 2.17,00  |
| Styl motylkowy      |                                        |            |                                      |          |                                         |          |
| Mężczyźni 50 m      | Marcin Babuchowski Trójka Łódź         | 24,58      | Adam Plutecki Korner Zielona Góra    | 24,72    | Maciej Lewandowski MZOS Płock           | 24.83    |
| Mężczyźni 100 m     | Konrad Czerniak Wisła Puławy           | 52,56 (RP) | Marcin Babuchowski Trójka Łódź       | 53,48    | Marcin Cieślak Warszawianka             | 54,22    |
| Mężczyźni 200 m     | Paweł Korzeniowski AZS AWF Warszawa    | 1.55,64    | Marcin Cieślak Warszawianka          | 1.58,36  | Mateusz Kierzkowski AZS AWFiS Gdańsk    | 2.00,42  |
| Styl zmienny        |                                        |            |                                      |          |                                         |          |
| Mężczyźni 200 m     | Marcin Tarczyński Kapry Pruszków       | 2.01,31    | Marcin Cieślak Warszawianka          | 2.01,74  | Jakub Jasiński Korner Zielona Góra      | 2.03,57  |
| Mężczyźni 400 m     | Paweł Korzeniowski AZS AWF Warszawa    | 4.16,52    | Marcin Cieślak Warszawianka          | 4.24,91  | Mateusz Kierzkowski AZS AWFiS Gdańsk    | 4.26,49  |
| Sztafety            |                                        |            |                                      |          |                                         |          |
| Styl dowolny        |                                        |            |                                      |          |                                         |          |
| Mężczyźni 4 × 100 m | Korner Zielona Góra                    | 3.24,75    | AZS AWF Warszawa                     | 3.27,38  | Śląsk Wrocław 1                         | 3.27,90  |
| Mężczyźni 4 × 200 m | Śląsk Wrocław                          | 7.30,21    | Korner Zielona Góra                  | 7.33,80  | AZS AWF Warszawa                        | 7.41,56  |
| Styl zmienny        |                                        |            |                                      |          |                                         |          |
| Mężczyźni 4 × 100 m | Korner Zielona Góra                    | 3.46,49    | AZS AWFiS Gdańsk                     | 3.47,93  | AZS AWF Katowice 1                      | 3.48,71  |

### Kobiety
| Konkurencja:      | Złoto:                                      | Czas       | Srebro:                                        | Czas     | Brąz:                                | Czas     |
| Styl dowolny      |                                             |            |                                                |          |                                      |          |
| Kobiety 50 m      | Aleksandra Urbańczyk Trójka Łódź            | 25,86      | Anna Dowgiert Śląsk Wrocław                    | 25,99    | Katarzyna Wilk Jordan Kraków         | 26,17    |
| Kobiety 100 m     | Katarzyna Wilk Jordan Kraków                | 55,60      | Katarzyna Staszkiewicz Śląsk Wrocław           | 57,00    | Sonia Wiecheć Korner Zielona Góra    | 57,05    |
| Kobiety 200 m     | Diana Sokołowska Juvenia Białystok          | 2.02,11    | Aleksandra Bernat Warta Poznań                 | 2.04,41  | Paula Żukowska Zryw Opole            | 2.04,89  |
| Kobiety 400 m     | Paula Żukowska Zryw Opole                   | 4.17,85    | Donata Kilijańska KSZO Ostrowiec Świętokrzyski | 4.18,89  | Natalia Charłos PZP                  | 4.19,31  |
| Kobiety 800 m     | Paula Żukowska Zryw Opole                   | 8.51,37    | Donata Kilijańska KSZO Ostrowiec Świętokrzyski | 8.51,64  | Natalia Charłos PZP                  | 8.51,66  |
| Kobiety 1500 m    | Natalia Charłos PZP                         | 16.55,64   | Joanna Zachoszcz Słowianka Gorzów Wielkopolski | 17.04,65 | Manuela Wikieł AZS UWM Olsztyn       | 17.24,83 |
| Styl grzbietowy   |                                             |            |                                                |          |                                      |          |
| Kobiety 50 m      | Aleksandra Urbańczyk Trójka Łódź            | 28,74 (RP) | Klaudia Naziębło Juvenia Wrocław               | 29,13    | Alicja Tchórz Słowianka Gorzów Wlkp. | 29,18    |
| Kobiety 100 m     | Alicja Tchórz Słowianka Gorzów Wlkp.        | 1.01,97    | Aleksandra Putra AZS UWM Olsztyn               | 1.02,503 | Klaudia Naziębło Juvenia Wrocław     | 1.02,90  |
| Kobiety 200 m     | Alicja Tchórz Słowianka Gorzów Wlkp.        | 2.10,63    | Aleksandra Putra AZS UWM Olsztyn               | 2.12,56  | Klaudia Naziębło Juvenia Wrocław     | 2.14,40  |
| Styl klasyczny    |                                             |            |                                                |          |                                      |          |
| Kobiety 50 m      | Ewa Ścieszko AZS-UŁPŁ Łódź                  | 32,44      | Agnieszka Ostrowska AZS PWSZ Racibórz          | 32,96    | Monika Czerniak AZS UWM Olsztyn      | 33,12    |
| Kobiety 100 m     | Weronika Paluszek Śląsk Wrocław             | 1.10,57    | Agnieszka Ostrowska AZS PWSZ Racibórz          | 1.10,75  | Ewa Ścieszko AZS-UŁPŁ Łódź           | 1.10,88  |
| Kobiety 200 m     | Agnieszka Ostrowska AZS PWSZ Racibórz       | 2.29,57    | Weronika Paluszek Śląsk Wrocław                | 2.30,42  | Wiktoria Bieńkowska AZS AWFiS Gdańsk | 2.33,36  |
| Styl motylkowy    |                                             |            |                                                |          |                                      |          |
| Kobiety 50 m      | Anna Dowgiert Śląsk Wrocław                 | 27,16      | Marcelina Radlińska Orka Zamość                | 28,00    | Sara Skrzydło Śląsk Wrocław          | 28,14    |
| Kobiety 100 m     | Otylia Jędrzejczak AZS AWF Warszawa         | 59,91      | Mirela Olczak Słowianka Gorzów Wielkopolski    | 1.00,58  | Anna Dowgiert Śląsk Wrocław          | 1.01,41  |
| Kobiety 200 m     | Otylia Jędrzejczak AZS AWF Warszawa         | 2.09,34    | Mirela Olczak Słowianka Gorzów Wielkopolski    | 2.10,30  | Paulina Sikora Unia Oświęcim         | 2.11,47  |
| Styl zmienny      |                                             |            |                                                |          |                                      |          |
| Kobiety 200 m     | Alicja Tchórz Słowianka Gorzów Wielkopolski | 2.16,92    | Anna Kowalczyk Korner Zielona Góra             | 2.18,96  | Katarzyna Staszkiewicz ŚLąsk Wrocław | 2.19,19  |
| Kobiety 400 m     | Karolina Urbańska AZS AWFiS Gdańsk          | 4.52,55    | Paulina Sikora Unia Oświęcim                   | 4.53,20  | Katarzyna Staszkiewicz ŚLąsk Wrocław | 4.56,52  |
| Sztafety          |                                             |            |                                                |          |                                      |          |
| Styl dowolny      |                                             |            |                                                |          |                                      |          |
| Kobiety 4 × 100 m | AZS AWF Warszawa                            | 3.52,27    | Unia Oświęcim                                  | 3.52,58  | Zryw Opole                           | 3.53,82  |
| Kobiety 4 × 200 m | AZS AWF Warszawa                            | 8.22,73    | Zryw Opole                                     | 8.27,69  | AZS UWM Olsztyn                      | 8.28,12  |
| Styl zmienny      |                                             |            |                                                |          |                                      |          |
| Kobiety 4 × 100 m | Słowianka Gorzów Wielkopolski               | 4.12,11 RP | Śląsk Wrocław                                  | 4.14,10  | Unia Oświęcim                        | 4.16,75  |